# Оскар (кинопремия, 1942)
14-я церемония награждения кинопремии «Оскар» за достижения в кинематографе в 1941 году прошла 26 февраля 1942 года в Лос-Анджелесе. Впервые была вручена награда в номинации «Лучший документальный фильм».

## Полный список номинантов и победителей
Имена победителей выделены жирным шрифтом.

### Лучший фильм
- «Как зелена была моя долина»
  - «Гражданин Кейн»
  - «Мальтийский сокол»
  - «Подозрение»
  - «Цветы в пыли»
  - «Маленькие лисички»
  - «А вот и мистер Джордан»
  - «Сержант Йорк»
  - «Задержите рассвет»
  - «Один шаг в раю»

### Лучшая режиссёрская работа
- Джон Форд — «Как зелена была моя долина»
  - Уильям Уайлер — «Маленькие лисички»
  - Александр Холл — «А вот и мистер Джордан[англ.]»
  - Говард Хоукс — «Сержант Йорк»
  - Орсон Уэллс — «Гражданин Кейн»

### Лучший актёр
- Гэри Купер — «Сержант Йорк»
  - Кэри Грант — «Грошовая серенада»
  - Уолтер Хьюстон — «Дьявол и Дэниэл Уэбстер»
  - Роберт Монтгомери — «А вот и мистер Джордан»
  - Орсон Уэллс — «Гражданин Кейн»

### Лучшая актриса
- Джоан Фонтейн — «Подозрение»
  - Барбара Стэнвик — «С огоньком»
  - Оливия де Хэвилленд — «Задержите рассвет»
  - Бетт Дейвис — «Маленькие лисички»
  - Грир Гарсон — «Цветы в пыли»

### Лучший актёр второго плана
- Дональд Крисп — «Как зелена была моя долина»
  - Уолтер Бреннан — «Сержант Йорк»
  - Чарльз Кобёрн — «Дьявол и мисс Джонс»
  - Джеймс Глисон — «А вот и мистер Джордан»
  - Сидни Гринстрит — «Мальтийский сокол»

### Лучшая актриса второго плана
- Мэри Астор — «Великая ложь»
  - Сара Олгуд — «Как зелена была моя долина»
  - Патрисия Коллиндж — «Маленькие лисички»
  - Тереза Райт — «Маленькие лисички»
  - Маргарет Вичерли — «Сержант Йорк»

### Лучший адаптированный сценарий
- «А вот и мистер Джордан» — Сидни Бакмэн, Сетон Миллер
  - «Задержите рассвет» — Чарльз Брэккетт, Билли Уайлдер
  - «Как зелена была моя долина» — Филип Данн
  - «Маленькие лисички» — Лиллиан Хеллман
  - «Мальтийский сокол» — Джон Хьюстон

### Лучший оригинальный сценарий
- «Гражданин Кейн» — Херман Дж. Манкевич, Орсон Уэллс
  - «Сержант Йорк» — Гарри Чандли, Эйбем Финкел, Джон Хьюстон, Говард Кох
  - «Дьявол и мисс Джонс» — Норман Красна
  - «Высокий, чёрный, красивый» — Карл Танберг, Даррелл Уэр
  - «Том, Дик и Гарри» — Пол Джеррико

### Лучший оригинальный сюжет
- «А вот и мистер Джордан» — Гарри Сигалл
  - «С огоньком» — Билли Уайлдер, Томас Монро
  - «Ночной поезд в Мюнхен» — Гордон Уэллсли
  - «Леди Ева» — Монктон Хофф
  - «Познакомьтесь с Джоном Доу» — Ричард Коннелл, Роберт Преснелл

### Лучшая операторская работа
Чёрно-белый фильм
- «Как зелена была моя долина» — Артур Чарльз Миллер
  - «А вот и мистер Джордан» — Джозеф Уолкер
  - «Гражданин Кейн» — Грегг Толанд
  - «Доктор Джекил и мистер Хайд» — Джозеф Руттенберг
  - «Задержите рассвет» — Лео Товер
  - «Закат» — Чарльз Лэнг
  - «Леди Гамильтон» — Рудольф Мате
  - «Серенада солнечной долины» — Эдвард Кронджагер
  - «Сержант Йорк» — Сол Полито
  - «Шоколадный солдатик» — Карл Фройнд

Цветной фильм
- «Кровь и песок» — Эрнест Палмер, Рэй Реннахан
  - «Алома Южных морей» — Карл Страсс, Уилфред Клайн, Уильям Снайдер
  - «Луизианская покупка» — Гарри Халленбергер, Рэй Реннахан
  - «Малыш Билли» — Уильям Сколл, Леонард Смит
  - «Пикирующий бомбардировщик» — Берт Гленнон
  - «Цветы в пыли» — Карл Фройнд, У. Говард Грин

### Лучшая работа художника-постановщика
Чёрно-белый фильм
- «Как зелена была моя долина» — Ричард Дэй, Натан Юран, Томас Литтл
  - «Когда встречаются леди» — Седрик Гиббонс, Рэндалл Дьюэлл, Эдвин Б. Уиллис
  - «Нью-орлеанский огонёк» — Мартин Обзина, Джек Оттерсон, Расселл А. Гусман
  - «Леди Гамильтон» — Винсент Корда, Джулия Херон
  - «Гражданин Кейн» — Перри Фергюсон, Ван Нест Полглас, А. Роланд Филдс, Даррелл Силвера
  - «Задержите рассвет» — Ханс Драйер, Роберт Ашер, Сэм Комер
  - «Сын Монте Кристо» — Джон ДюКассе Шульц, Эдвард Бойл
  - «Сержант Йорк» — Джон Хьюз, Фред М. Маклин
  - «Закат» — Александр Голицын, Ричард Ирвин
  - «Маленькие лисички» — Стивен Гуссон, Ховард Бристол
  - «Сис Хопкинс» — был исключён из числа номинантов
  - «Ladies in Retirement» — Лайонел Бэнкс, Джордж Монтгомери

Цветной фильм
- «Цветы в пыли» — Седрик Гиббонс, Ури Макклири, Эдвин С. Уиллис
  - «Кровь и песок» — Ричард Дэй, Джозеф Райт, Томас Литтл
  - «Луизианская покупка» — Рауль Пене Дю Буа, Стивен Сеймур

### Лучший звук
- «Леди Гамильтон»
  - «Гражданин Кейн»
  - «С огоньком»
  - «Шоколадный солдатик»
  - «Как зелена была моя долина»
  - «Любовное свидание»
  - «Сержант Йорк»
  - «Жаворонок»
  - «Мужчины в её жизни»
  - «Топпер возвращается»
  - «The Devil Pays Off»

### Лучший монтаж
- «Сержант Йорк»
  - «Гражданин Кейн»
  - «Доктор Джекил и мистер Хайд»
  - «Как зелена была моя долина»
  - «Маленькие лисички»

### Лучшие спецэффекты
- «Мне нужны крылья»
  - «Леди Гамильтон»
  - «Янки в королевских ВВС»
  - «Авиазвено»
  - «Женщина-невидимка»
  - «Морской волк»
  - «Топпер возвращается»
  - «Алома Южных морей»

### Лучшая оригинальная музыка к фильму
Саундтрек для драматического фильма
- «Дьявол и Дэниэл Уэбстер»
  - «С огоньком»
  - «Как зелена была моя долина»
  - «Гражданин Кейн»
  - «Доктор Джекил и мистер Хайд»
  - «Сержант Йорк»
  - «Маленькие лисички»
  - «Задержите рассвет»
  - «Закат»
  - «Подозрение»
  - «Переулок»
  - «Король зомби»
  - «Лидия»
  - «Это неопределённое чувство»
  - «Так кончается наша ночь»
  - «Mercy Island»
  - «Cheers for Miss Bishop»
  - «Ladies in Retirement»
  - «This Woman Is Mine»
  - «Tanks a Million»

Саундтрек для музыкального фильма
- «Дамбо»
  - «Шоколадный солдатик»
  - «Серенада солнечной долины»
  - «Рядовые»
  - «Санни»
  - «Ты никогда не будешь богаче»
  - «Клубничная блондинка»
  - «All-American Co-Ed»
  - «Birth of the Blues»
  - «Ice-Capades»

### Лучшая песня к фильму
- «The Last Time I Saw Paris» — «Леди, будьте лучше»
  - «Out of the Silence» — «All-American Co-Ed»
  - «Since I Kissed My Baby Goodbye» — «Ты никогда не будешь богаче»
  - «Chattanooga Choo Choo» — «Серенада солнечной долины»
  - «Boogie Woogie Bugle Boy of Company B» — «Рядовые»
  - «Baby Mine» — «Дамбо»
  - «Dolores» — «Ночи Лас-Вегаса»
  - «Be Honest with Me» — «Ridin' on a Rainbow»
  - «Blues in the Night» — «Блюз ночью»

### Лучший анимационный короткометражный фильм
- «Lend a Paw»
  - «Truant Officer Donald»
  - «Boogie Woogie Bugle Boy of Company 'B'»
  - «Hiawatha’s Rabbit Hunt»
  - «How War Came»
  - «The Night Before Christmas»
  - «Rhapsody in Rivets»
  - «Rhythm in the Ranks»
  - «The Rookie Bear»
  - «Superman»

### Лучший короткометражный фильм
- «Of Pups and Puzzles»
  - «Army Champions»
  - «Beauty and the Beach»
  - «Speaking of Animals Down on the Farm»
  - «Forty Boys and a Song»
  - «Kings of the Turf»
  - «Sagebrush and Silver»

### Лучший короткометражный фильм, снятый на две бобины
- «Main Street on the March!»
  - «Alive in the Deep»
  - «Forbidden Passage»
  - «The Gay Parisian»
  - «The Tanks Are Coming»

### Лучший короткометражный документальный фильм
- «Churchill’s Island»
  - «Bomber»
  - «Adventure in the Bronx»
  - «Christmas Under Fire»
  - «A Letter from Home»
  - «Life of a Thoroughbred»
  - «Norway in Revolt»
  - «Soldiers of the Sky»
  - «War Clouds in the Pacific»

### Награда имени Ирвинга Тальберга
- Уолт Дисней

### Награда за выдающиеся заслуги
- Уолт Дисней, Уильям Гэрити, Джон Хоукинс и RCA Manufacturing Company
- Леопольд Стоковский
- Рэй Скотт
- British Ministry of Information